# Square-1
Square-1 ― шарнирная головоломка, изобретённая в 1990 году Карелом Хршелем и Войтехом Копски.
Также существуют головоломки Super Square-1 и Square-2. У Super Square-1 есть два дополнительных слоя, которые можно разобрать и собрать независимо от остальной части головоломки, а у Square-2 на верхнем и нижнем слое сделаны дополнительные надрезы, благодаря чему ребра и угловые элементы одинакового размера. Входит в официальные дисциплины Всемирной ассоциации спидкубинга. 

## История
Square-1, или Back To Square-1, или «Куб 21» был изобретён Карелом Хршелем и Войтехом Копски в 1990 году. Заявка на чехословацкий патент была подана 8 ноября 1990 года, затем подана в качестве «приоритетного документа» 1 января 1991 года. Патент был окончательно утверждён 26 октября 1992 года. 16 марта 1993 года сам объект был запатентован в США, затем его конструкция также была запатентована 5 октября 1993 года.

## Описание
Square-1 состоит из трёх слоёв. Верхний и нижний слои содержат дельтоиды и треугольные части. Их также называют угловыми и ребристыми частями соответственно. Всего 8 дельтоидов и 8 треугольных частей. Угловые элементы имеют ширину 60 градусов, в то время как реберные элементы имеют ширину 30 градусов относительно центра слоя.
Средний слой содержит две трапециевидные части, которые вместе могут образовывать неправильный шестиугольник или квадрат.
Каждый слой можно свободно поворачивать, и если границы частей во всех слоях совпадают, головоломку можно скручивать вертикально, меняя местами половину верхнего слоя с половиной нижнего. Таким образом, головоломка может быть запутана. Обратите внимание, что, поскольку угловые части ровно в два раза больше рёбер, их можно свободно перемешивать, при этом две грани заменяют один угол, и наоборот. Это приводит к причудливым изменениям формы головоломки в любой точке.
Чтобы головоломка имела форму куба, верхний и нижний слои должны иметь чередующиеся воздушные змеи и треугольные части, по 4 воздушных змея и 4 треугольных части на каждом слое, а средний слой должен иметь квадратную форму. Однако, поскольку для среднего слоя возможны только две фигуры, существует быстрая последовательность поворотов, которая меняет форму среднего слоя с одной на другую, не затрагивая остальную часть головоломки.
Как и в кубике Рубика, элементы Square-1 имеют цвет. Чтобы головоломка была решена, она не только должна быть в форме куба, но и каждая грань куба также должна иметь одинаковый цвет.

## Решение
В Интернете существует большое количество решений этой головоломки. В некоторых решениях используется классический послойный метод, в то время как другие подходы включают в себя размещение сначала угловых элементов, затем краевых, или наоборот. Некоторые решения представляют собой комбинацию этих подходов. Хотя в этих решениях используются разные подходы, в большинстве из них сначала пытаются восстановить форму куба головоломки, независимо от расположения частей и чётности среднего слоя, а затем приступают к размещению частей на их правильных местах, сохраняя форму куба. Фигура часто восстанавливается первой, потому что она допускает наибольший диапазон возможных ходов в любой момент времени — у других фигур доступно меньше ходов.
Большинство решений предоставляют большой набор алгоритмов. Это последовательности поворотов, которые переставляют небольшое количество частей, оставляя остальную часть головоломки нетронутой. Примеры включают замену двух частей, циклическое использование трёх частей и т. д. Также возможны алгоритмы более крупного масштаба, такие как замена верхнего и нижнего слоев. Благодаря систематическому использованию этих алгоритмов головоломка постепенно решается.
Подобно решениям кубика Рубика, решения Square-1 зависят от использования алгоритмов, найденных либо методом проб и ошибок, либо с помощью компьютерного поиска. Неправильное проведение алгоритма может закончиться тем, что головоломка не сможет крутиться из-за кажущейся правильной расстановки. Однако, хотя решения Кубика Рубика больше зависят от этих алгоритмов ближе к концу, они активно используются на протяжении всего процесса решения Square-1. Это связано с тем, что однородная форма элементов в кубике Рубика позволяет сосредоточиться на расположении небольшого подмножества элементов, не обращая внимания на остальные, по крайней мере, в начале решения. Однако в случае с Square-1 свободное перемешивание угловых и ребристых фрагментов иногда может привести к физической блокировке определённой желаемой операции; поэтому необходимо учитывать все фрагменты с самого начала. Некоторые решения Square-1 основаны исключительно на использовании алгоритмов.

## Нотация
Оригинальное обозначение
Оригинальная нотация Square-1 была создана Яапом Шерфюисом:
(x, y) / (x, y)
Косая черта (/) указывает на поворот всей правой половины головоломки на 180°.
Первое число (x) относится к числу поворотов верхнего слоя на 30° по часовой стрелке.
Второе число (y) относится к числу поворотов нижнего слоя по часовой стрелке на 30°.
Отрицательные числа означают поворот против часовой стрелки.
x и y всегда находятся в диапазоне от −5 до 6, и они не должны оба равняться 0.
Обозначения Карнауха
Нотация Карнауха, также известная как Karnotation, была создана Даниэлем Карнаухом. Он основан на оригинальной записи, при этом скобки и косые черты удалены, последние заменены пробелами, а буквы назначены обычным наборам ходов. Это обозначение было предложено как более простой способ написания, изучения и обмена алгоритмами быстрого решения. Оно не предназначалось для перемешивания Square-1.

## Разновидности
- Square-1 и Square-2
- Super Square-1